# Alan Henning
Alan Henning (* 15. August 1967 in Eccles, Lancashire; † September oder Oktober 2014) war ein britischer Entwicklungshelfer, der von der Terrororganisation Islamischer Staat enthauptet wurde.

## Leben
Alan Henning hatte als Taxifahrer in Salford gearbeitet, bevor er sich 2013 der Hilfsorganisation Aid4Syria anschloss. Der verheiratete Vater von zwei Kindern unternahm als Teilnehmer an Hilfskonvois mehrere Fahrten nach Syrien, um Versorgungsgüter in Flüchtlingslager zu transportieren. Am 27. Dezember 2013 geriet er in der Nähe von Al-Dana bei Aleppo in Gefangenschaft des IS.

## Tod
Nachdem bereits die US-amerikanischen Journalisten James Foley und Steven Sotloff vor laufender Kamera enthauptet worden waren, drohte der IS in einem Video vom 13. September 2014 die Ermordung von Henning an. Im selben Video war kurz zuvor die Enthauptung des Briten David Cawthorne Haines gezeigt worden. Hennings Ehefrau appellierte an die Entführer, ihren Mann freizulassen.
Am 3. Oktober 2014 wurde eine Videoaufnahme veröffentlicht, in deren Verlauf Henning durch Jihadi John enthauptet wurde. Die Tat selbst war nicht zu sehen, nur der enthauptete Leichnam. Im Anschluss wurde die Tötung des US-Amerikaners Peter Kassig angekündigt, falls weitere Angriffe auf den IS erfolgen würden. Der britische Premierminister David Cameron erklärte daraufhin, die Täter zur Rechenschaft ziehen zu wollen.